# Pakistan
Pakistan (tiếng Urdu: پاکِستان, phiên âm: "Pa-ki-xtan"), tên chính thức là Cộng hòa Hồi giáo Pakistan, là một quốc gia ở Nam Á. Pakistan có bờ biển dài 1,046 km (650 mi) dọc theo Biển Ả Rập và Vịnh Oman ở phía nam; phía tây giáp Afghanistan và Iran; phía đông giáp Ấn Độ; cực đông bắc giáp Trung Quốc. Tajikistan cũng nằm rất gần với Pakistan nhưng bị ngăn cách bởi Hành lang Wakhan hẹp. Vì thế, nước này nằm trên ngã tư đường giữa Nam Á, Trung Á và Trung Đông.
Vùng tạo thành nước Pakistan hiện đại từng là trung tâm của nền Văn minh lưu vực sông Ấn cổ đại và sau này là nơi lĩnh hội các nền văn hoá Vệ Đà, Ba Tư, Ấn-Hy Lạp, Turk-Mông Cổ và Hồi giáo. Vùng này đã chứng kiến những cuộc xâm lược và/hay định cư của người Ấn-Aryan, Ba Tư, Hy Lạp, Ả Rập, Thổ, Mông Cổ, Sikh và Anh.
Ngoài Phong trào độc lập Ấn Độ yêu cầu một nước Ấn Độ độc lập, Phong trào Pakistan (dưới sự lãnh đạo của Muhammad Ali Jinnah thuộc Liên đoàn Hồi giáo), cũng tìm kiếm một nền độc lập cho Ấn Độ, tìm kiếm một nhà nước độc lập cho đa số dân cư Hồi giáo ở các vùng phía đông và phía tây của Ấn Độ thuộc Anh. Người Anh đã trao độc lập và cũng thành lập một nhà nước đa số Hồi giáo Pakistan gồm các tỉnh Sindh, Tỉnh biên giới Tây Bắc, Tây Punjab, Balochistan và Đông Bengal. Với việc thông qua hiến pháp năm 1956, Pakistan trở thành một nước Cộng hoà Hồi giáo. Năm 1971, một cuộc nội chiến bùng phát ở Đông Pakistan dẫn tới việc thành lập Bangladesh.
Lịch sử Pakistan có đặc điểm bởi những giai đoạn cai trị quân sự và bất ổn chính trị. Pakistan là một quốc gia đang phát triển phải đối mặt với các vấn đề tỷ lệ đói nghèo và mù chữ cao. Nước này là nước đông dân thứ sáu trên thế giới và có cộng đồng dân số Hồi giáo đứng hàng thứ hai thế giới sau Indonesia. Pakistan có số dân theo dòng Hồi giáo Shia đứng thứ hai thế giới.. Đây là quốc gia hạt nhân có đa số dân là tín đồ Hồi giáo duy nhất trên thế giới. Pakistan là một thành viên của Khối thịnh vượng chung, các nền kinh tế Next Eleven và D8.

## Tên gọi
Cái tên Pakistan (phát âm tiếng Hindustan: [paːkɪsˈtaːn] ⓘ) có nghĩa là "vùng đất thuần khiết" trong tiếng Urdu và tiếng Ba Tư (Farsi). Nó được Choudhary Rahmat Ali gọi là Pakstan vào năm 1934 trong cuốn sách mỏng Bây giờ hay Không bao giờ của ông. Cái tên là một từ kết hợp đại diện cho "ba mươi triệu người Hồi giáo PAKISTAN, đang sống ở các Khu vực phía Bắc của British Raj — Punjab, Afghania (bây giờ được gọi là Tỉnh biên giới Tây Bắc), Kashmir, Sindh, và Balochistan."
Trong tiếng Việt còn gọi quốc gia này vào thế kỷ XX là Hồi Quốc hay Đại Hồi (có nghĩa là Quốc gia Hồi giáo hay Cộng hòa Hồi giáo) với Đông Hồi và Tây Hồi

## Lịch sử

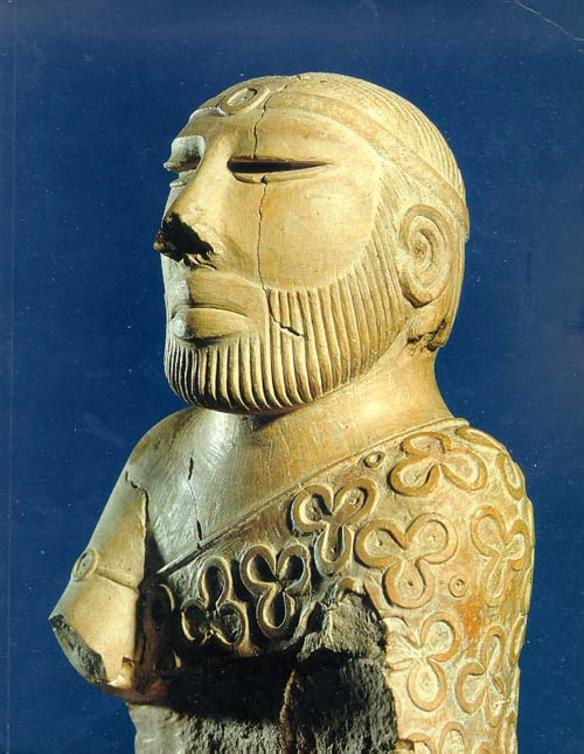
"Nhà vua thầy tế" mặc Sindhi Ajruk, khoảng 2500 trước Công Nguyên. Bảo tàng Quốc gia, Karachi, Pakistan

Lưu vực sông Ấn, bao gồm một phần lớn lãnh thổ Pakistan, từng là địa điểm của nhiều nền văn hoá cổ gồm cả văn hoá Mehrgarh thời kỳ đồ đá mới và Văn minh Châu thổ sông Ấn thời kỳ đồ đồng (2500 trước Công Nguyên – 1500 trước Công Nguyên) tại (Harappa thuộc quận Sahiwal) và Mohenjo-Daro.
Các làn sóng người chinh phục và di cư từ phía tây - gồm cả người Harappan, Ấn-Aryan, Ba Tư, Hy Lạp, Saka, Parthia, Kushan, Hephthalite, Afghan, Ả Rập, Turk và Mughal - đã tới định cư trong vùng trong nhiều thế kỷ, ảnh hưởng tới người dân địa phương và bị hấp thụ vào bên trong họ. Các đế chế cổ ở phía đông – như Đế chế Nanda, Maurya, Sunga, Gupta, và Pala – đã cai trị những lãnh thổ này ở những khoàng thời gian khác nhau từ Patliputra.
Tuy nhiên, ở giai đoạn trung cổ, khi các tỉnh phía đông của Punjab và Sindh dần liên kết với nền văn minh Ấn Độ-Hồi giáo, các khu vực phía tây về văn hoá trở thành đồng minh của nền văn minh Iran của Afghanistan và Iran. Vùng này là ngã tư của các con đường thương mại lịch sử, gồm cả Con đường tơ lụa, và như một cảng vào cho con đường thương mại ven biển giữa Lưỡng Hà và kéo dài tới La Mã ở phía tây và Malabar và tới tận Trung Quốc ở phía đông.
Pakistan ngày nay từng là trung tâm của nền Văn minh Châu thổ sông Ấn; đã sụp đổ hồi giữa thiên niên kỷ thứ hai trước Công nguyên và tiếp đó là Văn minh Vệ Đà, cũng mở rộng hầu hết các đồng bằng Ấn-Hằng. Các đế chế và vương quốc cổ đại nối tiếp nhau cai trị vùng này: đế chế Ba Tư Achaemenid khoảng năm 543 trước Công nguyên, đế chế Hy Lạp do Alexander Đại đế thành lập năm 326 trước Công nguyên và đế chế Maurya sau đó.

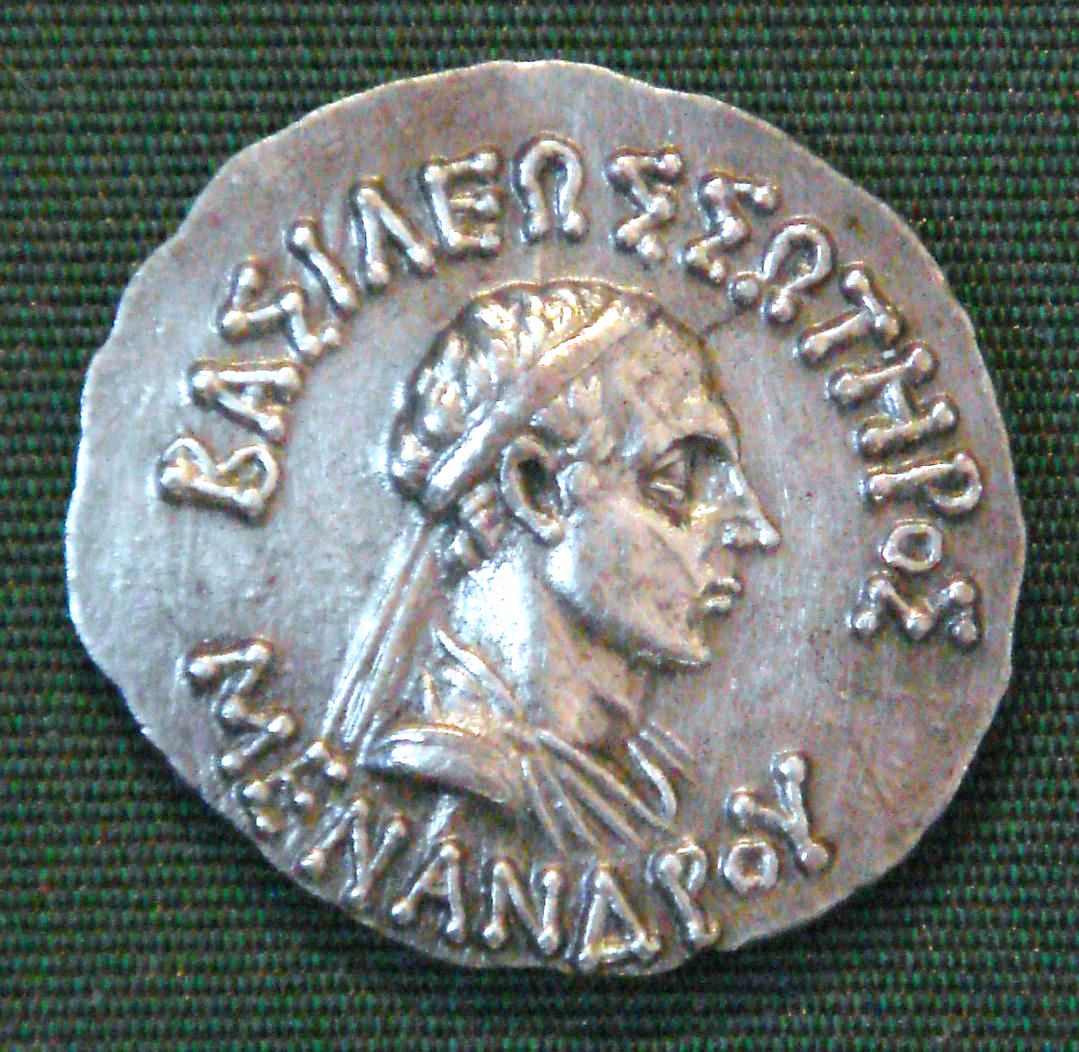
Menander I là một trong những vị vua cai trị của Vương quốc Indo-Hy Lạp từng tồn tại ở Pakistan ngày nay.

Vương quốc Ấn-Hy Lạp do Demetrius của Bactria thành lập gồm cả Gandhara và Punjab từ năm 184 trước Công nguyên, và đạt tới tầm vóc lớn nhất dưới thời Menander, thành lập nên giai đoạn Hy Lạp-Phật giáo với những tiến bộ trong thương mại và văn hoá. Thành phố Taxila (Takshashila) trở thành một trung tâm học thuật chính ở những thời cổ đại – tàn tích của thành phố, nằm ở phía tây Islamabad, là một trong những địa điểm khảo cổ chính của đất nước. Triều đại Rai (khoảng 489–632) của Sindh, ở thời cực thịnh, đã cai trị vùng này và các lãnh thổ xung quanh.
Năm 712 sau Công Nguyên, vị tướng Ả Rập Muhammad bin Qasim đã chinh phục Sindh và Multan ở Punjab phía nam. Biên niên sử chính thức của chính phủ Pakistan nói rằng "sự thành lập của nó đã được sắp đặt" như một kết quả của cuộc chinh phục này. Thắng lợi này của người Ả Rập và Hồi giáo sẽ lập ra một giai đoạn của nhiều đế chế Hồi giáo nối tiếp nhau ở Nam Á, gồm cả Đế chế Ghaznavid, Vương quốc Ghorid, Vương quốc Hồi giáo Delhi và Đế chế Mughal. Trong giai đoạn này, các nhà truyền giáo Sufi đóng một vai trò then chốt trong việc cải đạo đa số tín đồ Phật giáo và dân cư Hindo trong vùng sang Hồi giáo. 

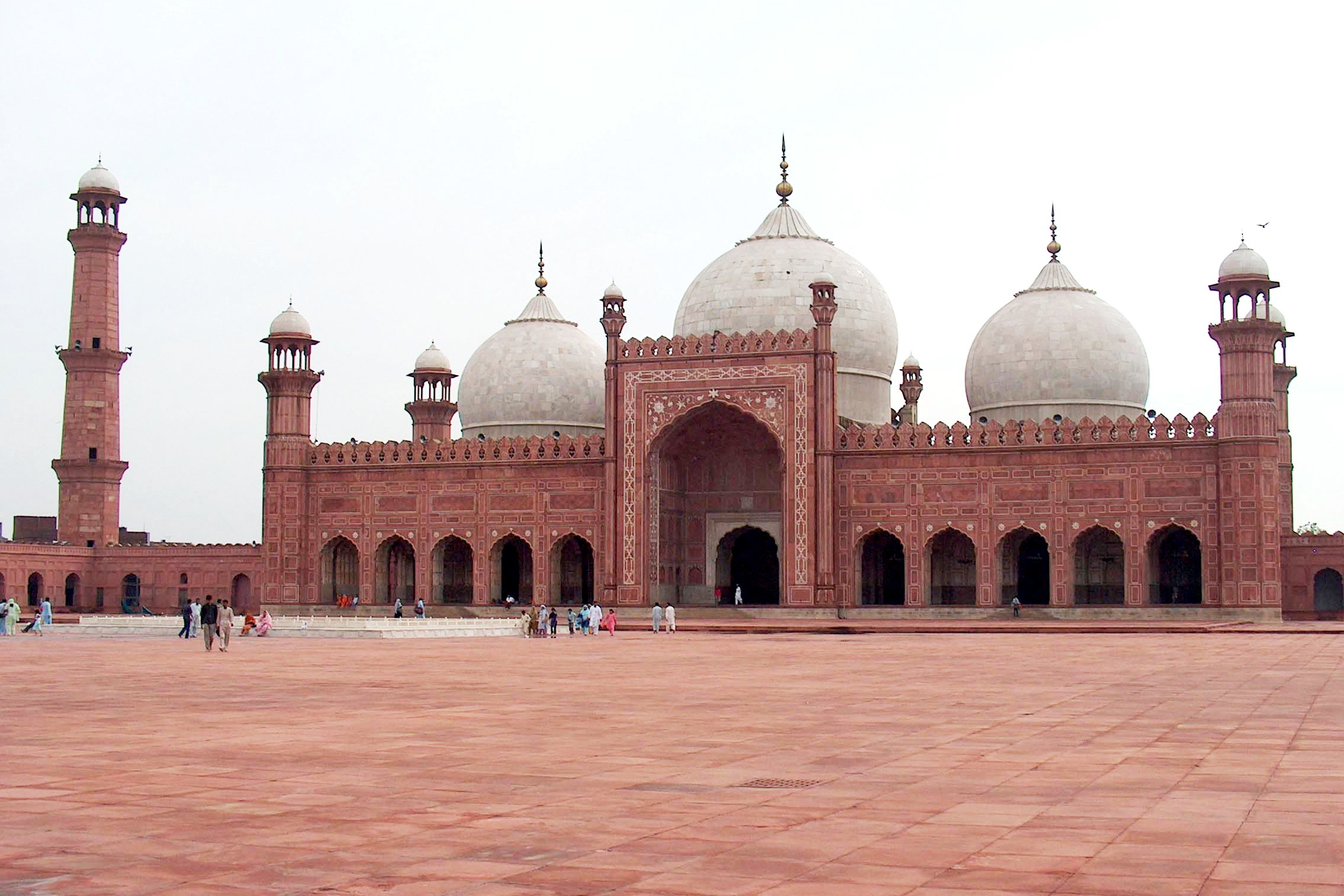
Badshahi Masjid được xây dựng ở thế kỷ XVII trong thời Mughal

Sự suy tàn lần lần của Đế chế Mughal đầu thế kỷ XVIII mang lại cơ hội cho những người Afghan, Baloch và Sikh nắm quyền ảnh hưởng trên những khu vực rộng lớn cho tới khi Công ty Đông Ấn Anh giành được uy thế ở Nam Á. Cuộc Nổi dậy Ấn Độ năm 1857, cũng được gọi là Binh biến Ấn Độ, là cuộc đấu tranh vũ trang lớn cuối cùng chống lại Raj Anh, và nó lập ra những nền tảng cho cuộc đấu tranh phi vũ trang dưới sự lãnh đạo của Đảng Quốc đại Ấn Độ trong thế kỷ XIX. Trong thập niên 1920 và 1930, một phong trào dưới sự lãnh đạo của Mahatma Gandhi, thể hiện cam kết ahimsa, hay bất bạo động, hàng triệu người phản kháng đã tham gia vào các chiến dịch bất tuân dân sự rộng lớn.
Liên đoàn Hồi giáo Toàn Ấn giành được sự ủng hộ của dân chúng cuối thập niên 1930 giữa những lo ngại về sự lơ đãng và không chú tâm của tín đồ Hồi giáo với chính trị. Ngày 29 tháng 12 năm 1930, bài diễn văn của Allama Iqbal đã kêu gọi cho một "nhà nước tự trị ở tây bắc Ấn Độ cho các tín đồ Hồi giáo Ấn Độ, bên trong cơ cấu chính trị của Ấn Độ." Muhammad Ali Jinnah tán thành Lý thuyết Hai Nhà nước và lãnh đạo Liên đoàn Hồi giáo thông qua Nghị quyết Lahore năm 1940, thường được gọi là Nghị quyết Pakistan. Đầu năm 1947, Anh thông báo quyết định chấm dứt cai trị Ấn Độ. Tháng 6 năm 1947, các lãnh đạo quốc gia của Ấn Độ thuộc Anh - gồm cả Nehru và Abul Kalam Azad thay mặt cho Đảng Quốc đại, Jinnah đại diện cho Liên đoàn Hồi giáo và Master Tara Singh đại diện cho người Sikhs - đồng ý các điều khoản được đề xuất của việc chuyển giao quyền lực và độc lập.
Nhà nước Pakistan hiện đại được thành lập ngày 14 tháng 8 năm 1947 (27 Ramadan 1366 theo Lịch Hồi giáo), cắt ra hai khu vực đa số Hồi giáo ở phía đông và phía tây bắc của Ấn Độ thuộc Anh và gồm các tỉnh Balochistan, Đông Bengal, Tỉnh biên giới Tây Bắc, Tây Punjab và Sindh. Sự tranh cãi, sai thời điểm,  phân chia các tỉnh Punjab và Bengal đã gây ra các vụ bạo động cộng đồng trên khắp Ấn Độ và Pakistan – hàng triệu người Hồi giáo đã dời sang Pakistan và hàng triệu người Hindus và người Sikhs đã phải sang Ấn Độ. Những cuộc tranh cãi gia tăng về nhiều vương quốc hoàng thân gồm cả Jammu và Kashmir đa số Hồi giáo, nơi nhà cai trị người Hindu đã nhượng nó cho Ấn Độ sau một cuộc xâm lược của các chiến binh bộ tộc Pashtun, dẫn tới cuộc Chiến tranh Kashmir lần thứ nhất năm 1948.

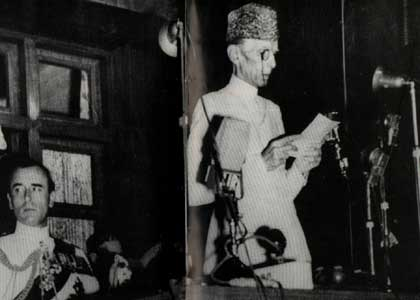
Toàn quyền Muhammad Ali Jinnah trao bản đề xuất công khai ngày 11 tháng 8 năm 1947 cho nhà nước Pakistan mới.

Từ năm 1947 đến năm 1956, Pakistan là một lãnh thổ tự trị bên trong Khối thịnh vượng chung. Nó trở thành một nhà nước Cộng hoà năm 1956, nhưng quyền cai trị dân sự đã bị ngừng lại sau một cuộc đảo chính của Tướng Ayub Khan, người nắm chức tổng thống trong giai đoạn 1958–69, một giai đoạn bất ổn bên trong và một cuộc chiến tranh thứ hai với Ấn Độ năm 1965. Người kế nhiệm ông, Yahya Khan (1969–71) phải giải đương đầu với một trận bão có sức tàn phá mạnh — làm 500.000 người chết ở Đông Pakistan— và cũng phải đối mặt với một cuộc nội chiến năm 1971. Những sự bất bình về kinh tế và bất đồng về chính trị ở Đông Pakistan dẫn tới một tình trạng căng thẳng chính trị và bạo lực và sự đàn áp quân sự leo thang trở thành một cuộc nội chiến. Sau chín tháng chiến tranh du kích giữa Quân đội Pakistan và quân du kích Belgan Mukti Bahini được Ấn Độ ủng hộ, sau này sự can thiệp của Ấn Độ leo thang thành cuộc Chiến tranh Ấn Độ-Pakistani năm 1971, và cuối cùng là sự ly khai của Đông Pakistan trở thành nhà nước Bangladesh độc lập.
Quyền cai trị dân sự ở Pakistan được tái lập từ năm 1972 tới năm 1977 dưới thời Zulfikar Ali Bhutto, cho tới khi ông bị hạ bệ và bị kết án tử hình năm 1979 bởi Tướng Zia-ul-Haq, người trở thành tổng thống quân sự thứ ba của đất nước. Zia đưa ra bộ luật hình sự Hồi giáo Sharia, tăng cường ảnh hưởng của tôn giáo trong đời sống dân sự và quân sự. Khi Tổng thống Zia chết trong một tai nạn máy bay năm 1988, Benazir Bhutto, con gái của Zulfikar Ali Bhutto, được bầu làm nữ Thủ tướng đầu tiên của Pakistan. Trong thập kỷ tiếp theo bà phải đấu tranh cho quyền lực với Nawaz Sharif khi tình hình chính trị và kinh tế trong nước ngày càng xấu đi. Pakistan tham gia vào cuộc Chiến tranh Vùng Vịnh năm 1991 và gửi 5,000 quân như một phần của liên quân dưới sự lãnh đạo của Mỹ, để bảo vệ Ả Rập Xê Út.
Những căng thẳng quân sự trong cuộc xung đột Kargil với Ấn Độ được tiếp nối bằng một cuộc đảo chính quân sự Pakistan năm 1999 trong đó tướng Pervez Musharraf đã nắm quyền hành pháp tuyệt đối. Năm 2001, Musharraf trở thành Tổng thống sau vụ từ chức gây tranh cãi của Rafiq Tarar. Sau cuộc bầu cử nghị viện năm 2002, Musharraf chuyển giao quyền hành pháp cho Thủ tướng mới được bầu là Zafarullah Khan Jamali, ông được Shaukat Aziz kế vị sau cuộc bầu cử thủ tướng năm 2004. Ngày 15 tháng 11 năm 2007, Quốc hội hoàn thành nhiệm kỳ và cuộc bầu cử mới được kêu gọi. Các lãnh đạo chính trị lưu vong Benazir Bhutto và Nawaz Sharif được cho phép quay trở lại Pakistan. Tuy nhiên, vụ ám sát Benazir Bhutto trong chiến dịch tranh cử tháng 12 đã dẫn tới sự trì hoãn bầu cử và những cuộc nổi loạn khắp đất nước. Đảng Nhân dân Pakistan (PPP) của bà Butto giành nhiều ghế nhất trong cuộc bầu cử được tổ chức tháng 2 năm 2008 và một thành viên của đảng này Yousaf Raza Gillani đã tuyên thệ nhậm chức Thủ tướng. Ngày 18 tháng 8 năm 2008, Pervez Musharaff từ chức tổng thống khi phải đối mặt với cuộc luận tội. Hiện tại, (ở thời điểm cuối năm 2009), hơn 3 triệu người Pakistan đã phải dời bỏ nhà cửa vì cuộc xung đột đang diễn ra ở Tây Bắc Pakistan giữa chính phủ và các chiến binh Taliban.

## Địa lý
Pakistan có diện tích 881,640 km² (340,403 dặm vuông), xấp xỉ bằng diện tích của Pháp và Anh. Các vùng phía đông nước này nằm trên đĩa kiến tạo Ấn Độ và các vùng tây và bắc trên cao nguyên Iran và lục địa Á Âu. Ngoài 1,046-kilômét (650 dặm) bờ Biển Ả Rập, các biên giới trên bộ của Pakistan có tổng chiều dài 6,774 kilômét—2,430 kilômét (1,509 dặm) với Afghanistan ở phía tây bắc, 523 kilômét (325 dặm) với Trung Quốc ở phía đông bắc, 2,912 kilômét (1,809 dặm) với Ấn Độ ở phía đông và 909 kilômét (565 dặm) với Iran ở phía tây nam.
Các cao nguyên phía bắc và phía tây Pakistan gồm các dãy núi Karakoram và Pamir cao ngất, gồm cả một số những đỉnh cao nhất thế giới, như K2 (28,250 ft; 8,611 m) và Nanga Parbat (26,660 ft; 8,126 m). Cao nguyên Balochistan nằm ở phía tây, và sa mạc Thar và một sự mở rộng của các đồng bằng bồi đắp, Punjab và Sind, nằm ở phía đông. Sông Indus dài 1,609 km (1,000 dặm) và các phụ lưu của nó chảy xuyên qua đất nước từ vùng Kashmir vào Biển Ả Rập.

### Khí hậu

Phân loại khí hậu Köppen của Pakistan

Pakistan có bốn mùa: một mùa đông lạnh và khô từ tháng 12 đến tháng 2; một mùa xuân nóng và khô từ tháng 3 đến tháng 5; mùa hè nhiều mưa, hay giai đoạn gió mùa tây nam, từ tháng 6 đến tháng 9; và giai đoạn gió mùa rút đi từ tháng 10 đến tháng 11. Sự bắt đầu và quá trình của các mùa này hơi khác biệt tuỳ theo địa điểm. Lượng mưa có thể khác biệt rất nhiều tuỳ theo năm, và những mô hình kế lụt và hạn hán kế tiếp nhau cũng không hiếm thấy.

### Hệ động thực vật

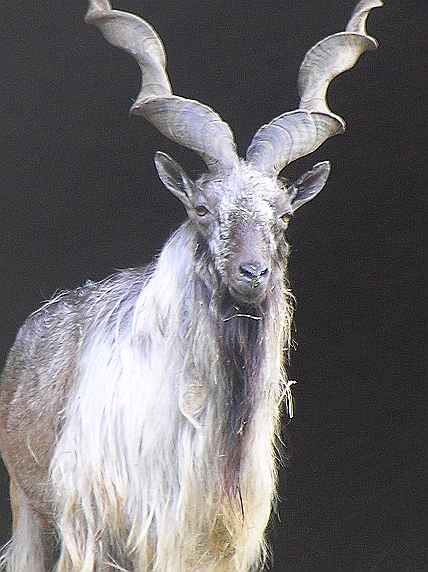
Markhor, con vật quốc gia Pakistan

Con vật quốc gia Pakistan là Markhor và loài chim quốc gia là Chukar, cũng được gọi là Chakhoor trong tiếng Urdu. Sự đa dạng trong phong cảnh và khí hậu ở Pakistan cho phép nhiều loài động vật và chim hoang dã phát triển. Các khu rừng từ tùng bách núi cao và các loài cây cận núi cao như vân sam, thông và thông tuyết ở các vùng núi phía bắc tới các loài cây rụng lá như Shisham kiểu dâu tằm ở dãy Sulaiman ở phía nam. Các vùng đồi phía tây có cây bách xù và cây thánh liễu cũng như các loại cỏ lá rộng và cây bụi. Dục theo bờ biển phía nam là các rừng xoài chiếm hầu hết các vùng đất ẩm bờ biển.
Ở phía nam, có cá sấu sinh sống tại các vùng nước tối tại cửa sông Indus trong khi trên các bờ sông, có các loài lợn lòi, hươu, nhím, và các loài gặp nhấm nhỏ sinh sống. Tại các vùng đất cây bụi cát ở trung Pakistan có chó sói, linh cầu, mèo rừng, báo còn trên trời có các loài chim ưng, diều hâu và đại bàng. Ở các sa mạc phía tây nam có các loài báo Cheetah châu Á sinh sống. Ở những vùng núi phía bắc có nhiều loài thú quý đang gặp nguy hiểm gồm cừu Marco Polo, cừu Urial, dê Markhor và Ibex, gấu đen và gấu xám Himalaya, và loài báo tuyết quý hiếm. Trong tháng 8 năm 2006, Pakistan đã tặng một con báo tuyết mồ côi tên là Leo cho Mỹ. Các giống loài quý hiếm khác là cá heo mù sông Indus khoảng 1,100 được cho là còn đang tồn tại, được bảo vệ tại Khu dự trữ cá heo sông Indus ở Sindh. Trong những năm gần đây số lượng các loài thú hoang dã bị giết để lấy lông và da khiến nước này phải ra một luật mới cấm săn bắn các loài thú hoang và chim và thành lập nhiềm khu vực dự trữ bảo vệ các loài sinh vật này. Số lượng thợ săn đã giảm đáng kể sau đó.

## Chính phủ và chính trị

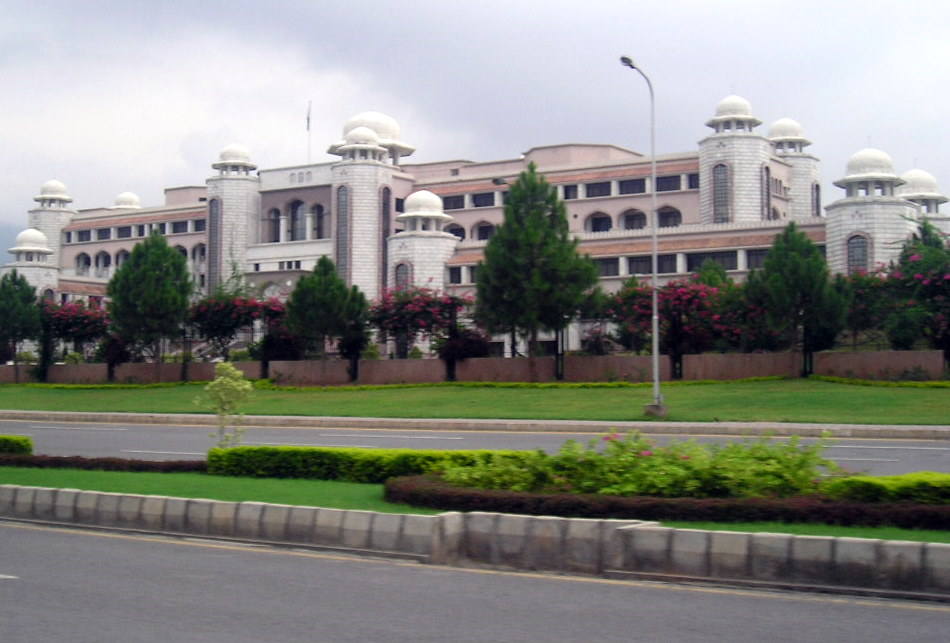
Văn phòng Thủ tướng, Islamabad

Hiến pháp Pakistan hiện hành được ban hành vào năm 1973 và là luật cơ bản của Pakistan. Pakistan là một nước cộng hòa đại nghị liên bang với Hồi giáo là quốc giáo.
Nghị viện lưỡng viện gồm Thượng viện 100 thành viên và một Quốc hội với 342 thành viên. Tổng thống là nguyên thủ quốc gia và Tổng tư lệnh các lực lượng vũ trang và được bầu bởi một ban bầu cử. Thủ tướng thường là lãnh đạo đảng lớn nhất trong Quốc hội. Mỗi tỉnh có một hệ thống chính phủ tương tự với một nghị viện Tỉnh được bầu trực tiếp trong đó lãnh đạo đảng hay liên minh lớn nhất trở thành thủ hiến. Các thống đốc tỉnh do Tổng thống chỉ định.

### Ngoại giao
Pakistan là một thành viên của Liên Hợp Quốc và Tổ chức Hợp tác Hồi giáo, tổ chức mà Pakistan đã sử dụng như một diễn đàn cho Khai sáng Điều độ, một kế hoạch khuyến khích một sự phục hưng và khai sáng trong thế giới Hồi giáo. Pakistan cũng là một thành viên của Hiệp hội Nam Á vì sự hợp tác khu vực và Tổ chức Hợp tác Kinh tế (ECO). Trong quá khứ, Pakistan có những quan hệ pha trộn với Hoa Kỳ; đầu thập niên 1950, Pakistan là "đồng minh thân cận nhất tại châu Á" của Hoa Kỳ và là một thành viên của cả Tổ chức Hiệp ước Trung tâm (CENTO) và Tổ chức Hiệp ước Đông Nam Á (SEATO).
Trong Chiến tranh Liên Xô–Afghanistan, Pakistan là một đồng minh chính của Hoa Kỳ. Nhưng các quan hệ đã xấu đi trong thập niên 1990, khi những lệnh cấm vận được Hoa Kỳ áp đặt vì Pakistan từ chối từ bỏ các hoạt động hạt nhân của mình. Tuy nhiên, Cuộc chiến chống Khủng bố của Hoa Kỳ, một hậu quả của những vụ tấn công ngày 11 tháng 9 năm 2001 tại Mỹ, đã dẫn tới một sự cải thiện trong quan hệ Hoa Kỳ–Pakistan, đặc biệt sau khi Pakistan chấm dứt sự hỗ trợ của họ cho chế độ Taliban tại Kabul. Thái độ hợp tác của Pakistan được minh chứng bằng sự gia tăng viện trợ quân sự lớn của Mỹ, cung cấp cho Pakistan nhiều hơn $4 tỷ trong ba năm sau các vụ tấn công ngày 9/11 so với trước đó. Mặt khác, Pakistan hiện đang có gánh nặng 3 triệu người phải dời bỏ nhà cửa bởi cuộc chiến tranh đang diễn ra ở Afghanistan. Từ năm 2004, Pakistan đã được Hoa Kỳ gọi là một phần của Đại Trung Đông.

### Phân cấp hành chính
| A clickable map of Pakistan exhibiting its administrative units. |

Pakistan là một liên bang gồm bốn tỉnh và một lãnh thổ thủ đô. Chính quyền liên bang trên thực tế thực hiện quyền tài phán với các phần phía tây của vùng tranh chấp Kashmir, được tổ chức thành hai thực thể chính trị riêng biệt (Azad Kashmir và Gilgit-Baltistan).
Khu vực Bộ lạc trực thuộc Liên bang (FATA) được thành lập vào năm 1947, và được sáp nhập vào tỉnh Khyber Pakhtunkhwa kể từ ngày 31 tháng 5 năm 2018
| Tỉnh               | Lãnh thổ                  |
| ------------------ | ------------------------- |
| Balochistan        | Lãnh thổ Thủ đô Islamabad |
| Punjab             | Azad Jammu và Kashmir     |
| Sindh              | Gilgit-Baltistan          |
| Khyber Pakhtunkhwa |                           |

Tầng thứ ba của chính phủ gồm 26 khu vực hành chính với hai tầng nữa (các quận và các tehsil) được quản lý trực tiếp từ cấp tỉnh. Các khu vực hành chính đã bị xoá bỏ năm 2001 và một hệ thống chính phủ địa phương ba tầng mới bắt đầu có hiệu lực gồm các quận, tehsil và các hội đồng liên minh với một cơ cấu theo bầu cử ở mỗi tầng. Hiện có 107 quận trong lãnh thổ Pakistan, mỗi quận có nhiều tehsil và các hội đồng liên minh. Các khu vực bộ tộc gồm bảy cơ quan bộ tộc và sáu vùng biên giới nhỏ hơn được tách khỏi các quận lân cận trong khi Azad Kashmir gồm bảy quận và Các vùng phía Bắc gồm sáu quận.

### Quân đội

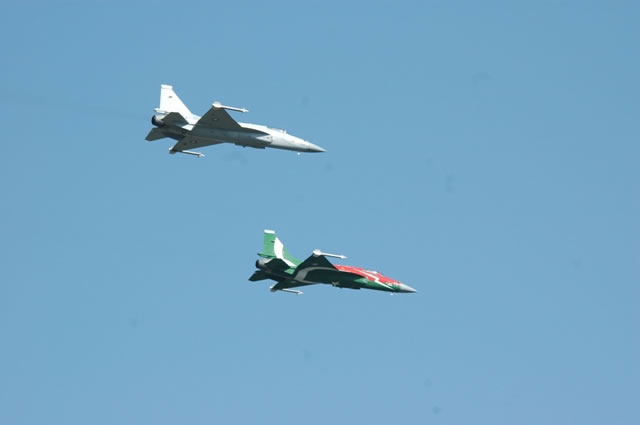
Máy bay chiến đấu JF-17 Thunder của Không quân Pakistan

Lực lượng Vũ trang Pakistan là một lực lượng hoàn toàn tự nguyện và lớn thứ sáu trên thế giới. Ba nhánh chính là Lục quân, Hải quân và Không quân, được hỗ trợ bởi một số lực lượng bán vũ trang thực hiện các vai trò an ninh nội địa và tuần tra biên giới. Bộ tư lệnh Quốc gia chịu trách nhiệm huấn luyện sử dụng và kiểm soát phát triển mọi lực lượng và tổ chức hạt nhân chiến lược.
Quân đội Pakistan lần đầu tham chiến trong cuộc Chiến tranh Kashmir lần thứ nhất, giành được quyền kiểm soát vùng hiện là Azad Kashmir. Năm 1961, quân đội đã đẩy lui một cuộc tiến công bất ngờ của Afghanistan vào biên giới phía tây Pakistan. Pakistan và Ấn Độ một lần nữa tham chiến năm 1965 và năm 1971. Năm 1973, quân đội đã tiêu diệt một cuộc nổi dậy quốc gia Baloch. Trong cuộc chiến tranh Xô viết-Afghanistan, Pakistan đã bắn hạ nhiều máy bay của lực lượng Afghanistan ủng hộ Liên Xô và cung cấp hỗ trợ bí mật cho lực lượng mujahideen Afghanistan thông qua cơ quan Inter-Services Intelligence. Năm 1999, Pakistan tham gia vào cuộc xung đột Kargil với Ấn Độ. Hiện tại, quân đội nước này đang tham gia vào một cuộc xung đột vũ trang với các chiến binh Hồi giáo cực đoan ở phía tây bắc đất nước.
Các lực lượng vũ trang Pakistan đã tham gia vào các nỗ lực gìn giữ hoà bình của Liên hiệp quốc, với hơn 10,000 quân được triển khai năm 2007, và hiện là nước đóng góp lớn nhất. Trong quá khứ, binh sĩ Pakistan đã tình nguyện phục vụ cùng với các lực lượng Ả Rập trong các cuộc xung đột với Israel. Pakistan cung cấp một đội quân cho liên minh được Liên hiệp quốc ủng hộ trong cuộc Chiến tranh Vùng Vịnh lần thứ nhất.
Quân đội Pakistan sử dụng nhiều loại vũ khí gồm cả vũ khí hạt nhân, các hệ thống tên lửa đạn đạo di động, các hệ thống thông tin laser, xe bọc thép và xe tăng, máy bay phản lực chiến đấu/ném bom đa nhiệm.
Đầu thế kỷ XXI, Pakistan bị cáo buộc đã nhận hàng tỷ dollar để chiến đấu chống chủ nghĩa khủng bố, trong khi cùng lúc đó lại cung cấp nơi trú ẩn an toàn cho một số những kẻ cực đoan Hồi giáo nguy hiểm nhất, gồm cả lãnh đạo al-Qa'ida Osama bin Laden và lãnh đạo Taliban Afghanistan Mullah Omar .
Quân đội Pakistan đã đóng một vai trò ảnh hưởng trên trường chính trị trong suốt lịch sử Pakistan, với các vị tổng thống quân sự cầm quyền từ 1958–71, 1977–88 và từ 1999–2008. Đảng Nhân dân Pakistan cánh tả, dưới sự lãnh đạo của Zulfikar Ali Bhutto, đã giành được sự ủng hộ sau khi Bangladesh ly khai nhưng đã bị lật đổ sau những cuộc bạo động năm 1977. Dưới sự cai trị quân sự của Muhammad Zia-ul-Haq, trong thập niên 1980, Phong trào Muttahida Qaumi (MQM) chống phong kiến, ủng hộ Muhajir khởi đầu như một đảng của tầng lớp dân cư đô thị dị giáo và có giáo dục cao người Sindh và đặc biệt ở Karachi. Một cuộc nổi dậy ở Balochistan đã bị thống đốc Rahimuddin đàn áp bằng quân sự. Thập niên 1990 có đặc điểm là các liên minh chính trị dưới sự lãnh đạo của Đảng Nhân dân Pakistan và một Liên đoàn Hồi giáo đổi mới.

## Kinh tế
Nền kinh tế Pakistan có GDP sức mua tương đương lớn thứ 24 và GDP danh nghĩa lớn thứ 43 trên thế giới. Trong lịch sử, Pakistan là một phần của khu vực giàu có nhất trên thế giới vào thiên niên kỷ đầu tiên, nhưng bắt đầu không theo kịp Trung Quốc và Tây Âu từ thế kỷ 18. Pakistan là một nước đang phát triển và thuộc nhóm quốc gia Next Eleven, có tiềm năng trở thành một trong những nền kinh tế lớn nhất trên thế giới vào thế kỷ 21, cùng với các quốc gia BRIC.

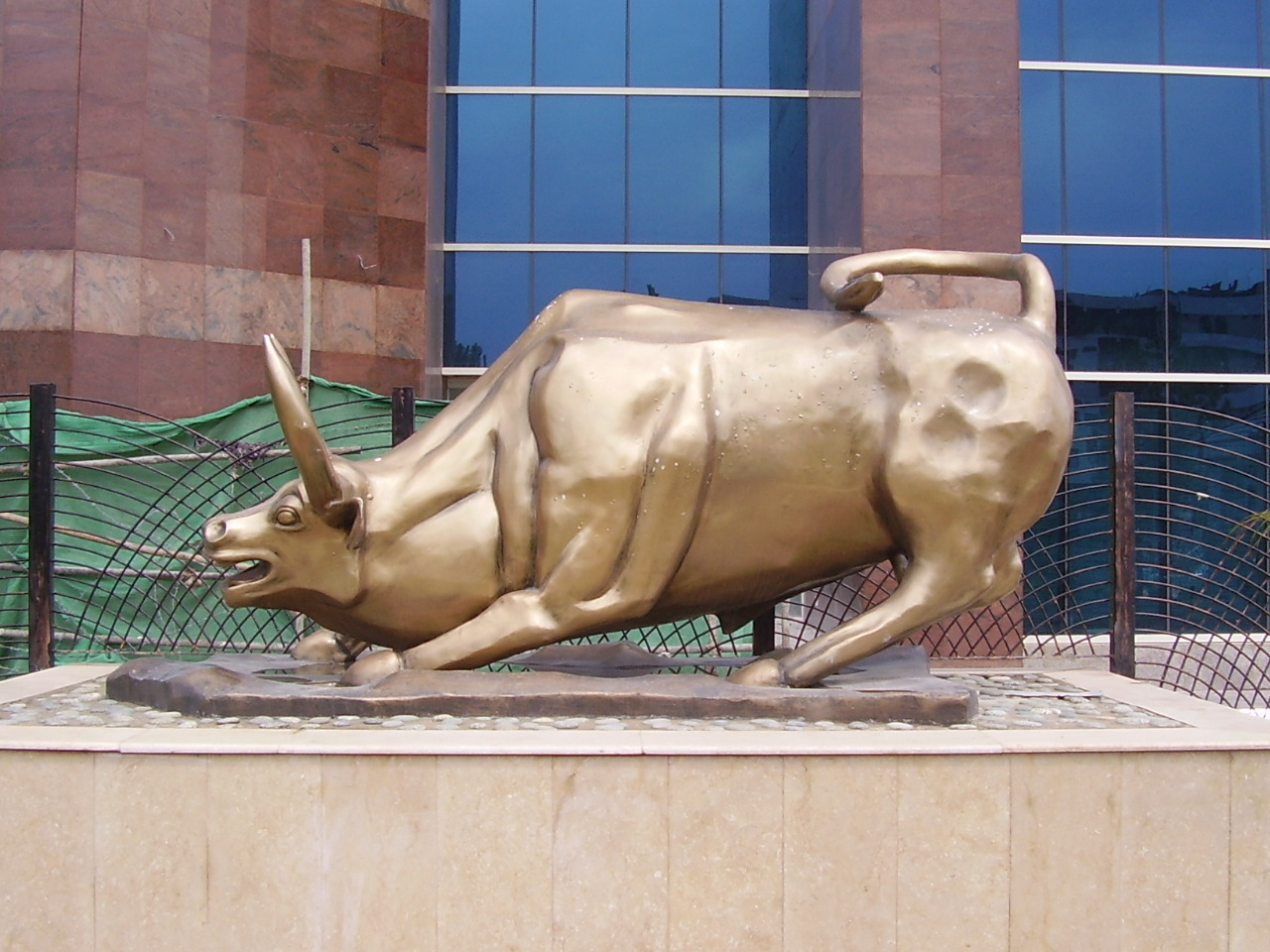
Tượng bò vàng bên ngoài Sàn chứng khoán Islamabad

Ước tính số nợ nước ngoài năm 2005 ở mức gần US$40 tỷ. Tuy nhiên, nó đã giảm bớt trong những năm gần đây với sự hỗ trợ từ Quỹ Tiền tệ Quốc tế và khoản xoá nợ đáng kể từ Hoa Kỳ. Tổng Sản phẩm Quốc nội của Pakistan, tính theo sức mua tương đương, ước tính ở mức US$5,403 tỷ trong khi thu nhập trên đầu người đứng ở mức $1,428. Tỷ lệ nghèo khổ ở Pakistan ước tính trong khoảng 23% đến 28%.
Tăng trưởng GDP bền vững trong gia đoạn giữa những năm 2000 với tỷ lệ 7%; tuy nhiên, nó đã giảm bớt trong cuộc khủng hoảng kinh tế năm 2008 xuống mức 4.7%. Một tỷ lệ lạm phát cao 24.4% và mức dự trữ thấp, cùng các yếu tố kinh tế khác, tiếp tục là trở ngại cho việc duy trì một tốc độ phát triển kinh tế cao. GDP của Pakistan ở mức US$167 tỷ, khiến nước này trở thành nền kinh tế đứng hàng 48 trên thế giới hay hạng 27 khi tính theo sức mua tương đương đã được điều chỉnh tỷ giá. Hiện nay, Pakistan được coi là nền kinh tế đứng thứ hai ở Nam Á (sau Ấn Độ). Tính đến năm 2016, GDP của Pakistan đạt 271.050 USD, đứng thứ 43 thế giới và đứng thứ 16 châu Á.
Cơ cấu kinh tế Pakistan đã thay đổi từ chủ yếu dựa vào nông nghiệp sang một kết cấu dựa mạnh vào dịch vụ. Nông nghiệp hiện nay chỉ chiếm khoảng 20% GDP, trong khi lĩnh vực dịch vụ chiếm 53% GDP. Các khoản đầu tư nước ngoài lớn đã được rót vào nhiều lĩnh vực gồm cả viễn thông, bất động sản và năng lượng. Các ngành công nghiệp quan trọng khác gồm đồ trang sức và dệt may (chiếm gần 60% xuất khẩu), chế biến thực phẩm, sản xuất hoá chất, và các ngành công nghiệp sắt và thép. Xuất khẩu của Pakistan năm 2008 đạt giá trị $20.62 tỷ (USD). Pakistan là một nước phát triển nhanh.
Tuy nhiên, cuộc khủng hoảng kinh tế năm 2008 đã khiến Pakistan phải tìm kiếm hơn $100 tỷ để tránh tình trạng phá sản có thể xảy ra. Khoản tiền này không bao giờ được trao cho Pakistan và vì thế họ phải phụ thuộc vào một chính sách thuế khoá nặng nề hơn, do IMF hậu thuẫn. Một năm sau Ngân hàng Phát triển châu Á thông báo cuộc khủng hoảng kinh tế của Pakistan đã giảm nhẹ trong năm 2009 . Hơn nữa, họ dự đoán rằng trong năm 2010 kinh tế Pakistan sẽ tăng trưởng ít nhất 4% và có thể tăng trưởng hơn nữa với sự phục hồi kinh tế mạnh mẽ của thế giới.

### Du lịch
Dù không có hình ảnh tốt và thường bị cường điệu ở phương Tây, và từng bị tạp chí "The Economist" coi là một trong những địa điểm nguy hiểm nhất thế giới, du lịch vẫn là một ngành công nghiệp đang trên đà phát triển tại Pakistan nhờ sự đa dạng văn hoá, con người và phong cảnh. Sự đa dạng trong thu hút du lịch từ những tàn tích của những nền văn hoá cổ như Mohenjo-daro, Harappa và Taxila, cho tới những địa điểm nghỉ dưỡng ở Himalaya, thu hút những người say mê phong cảnh hoang dã và các môn thể thao mùa đông. Pakistan cũng có nhiều đỉnh núi có độ cao trên 7.000 mét (22.970 ft), thu hút những nhà thám hiểm và người leo núi từ khắp nơi trên thế giới, đặc biệt là K2. Từ tháng 4 đến tháng 9, khách du lịch trong nước và quốc tế tới thăm các vùng này khiến du lịch trở thành một nguồn thu nhập cho người dân địa phương. Đa số khách du lịch tới từ các nước châu Á.
Tại Balochistan có nhiều hang động cho những khách du lịch và người thám hiểm hang động, đặc biệt là Hang Juniper Shaft, hang Murghagull Gharra, hang Mughall saa, và những hang tự nhiên đẹp đẽ. Pakistan là một quốc gia thành viên Liên minh Hang động học Quốc tế (UIS).
Những vùng phía bắc Pakistan là nơi có nhiều pháo đài, tháp và các kiến trúc lịch sử, gồm cả các thung lũng Hunza và Chitral, thung lũng là nơi sinh sống của Kalash, một cộng đồng theo thuyết vật linh nhỏ thời tiền Hồi giáo. Punjab cũng là một địa điểm diễn ra trận đánh của Alexandre trên sông Jhelum. Thành phố Lahore lịch sử được coi là trung tâm văn hoá của Pakistan và có nhiều công trình kiến trúc Mughal như Badshahi Masjid, Vườn Shalimar, Lăng mộ Jahangir và Pháo đài Lahore. Hiệp hội Phát triển Du lịch Pakistan (PTDC) cũng giúp quảng bá du lịch trong nước. Tuy nhiên, du lịch vẫn bị hạn chế bởi sự thiếu hụt cơ sở hạ tầng thích hợp và tình hình an ninh đang kém đi trong nước. Các hoạt chiến sự gần đây của Pakistan tại các địa điểm du lịch, gồm cả Swat và NWFP, đã ảnh hưởng lớn tới ngành công nghiệp du lịch. Những khó khăn khác cũng được quy cho mạng lưới du lịch còn hạn chế, khung quản lý du lịch kém, chính phủ ít ưu tiên cho ngành du lịch, tính hiệu quả thấp trong quảng bá du lịch và một nhận thức thiển cận về du lịch. Hơn nữa Pakistan từng tiếp đón hơn 500,000 du khách trước cuộc giảm phát kinh tế toàn cầu .

## Nhân khẩu

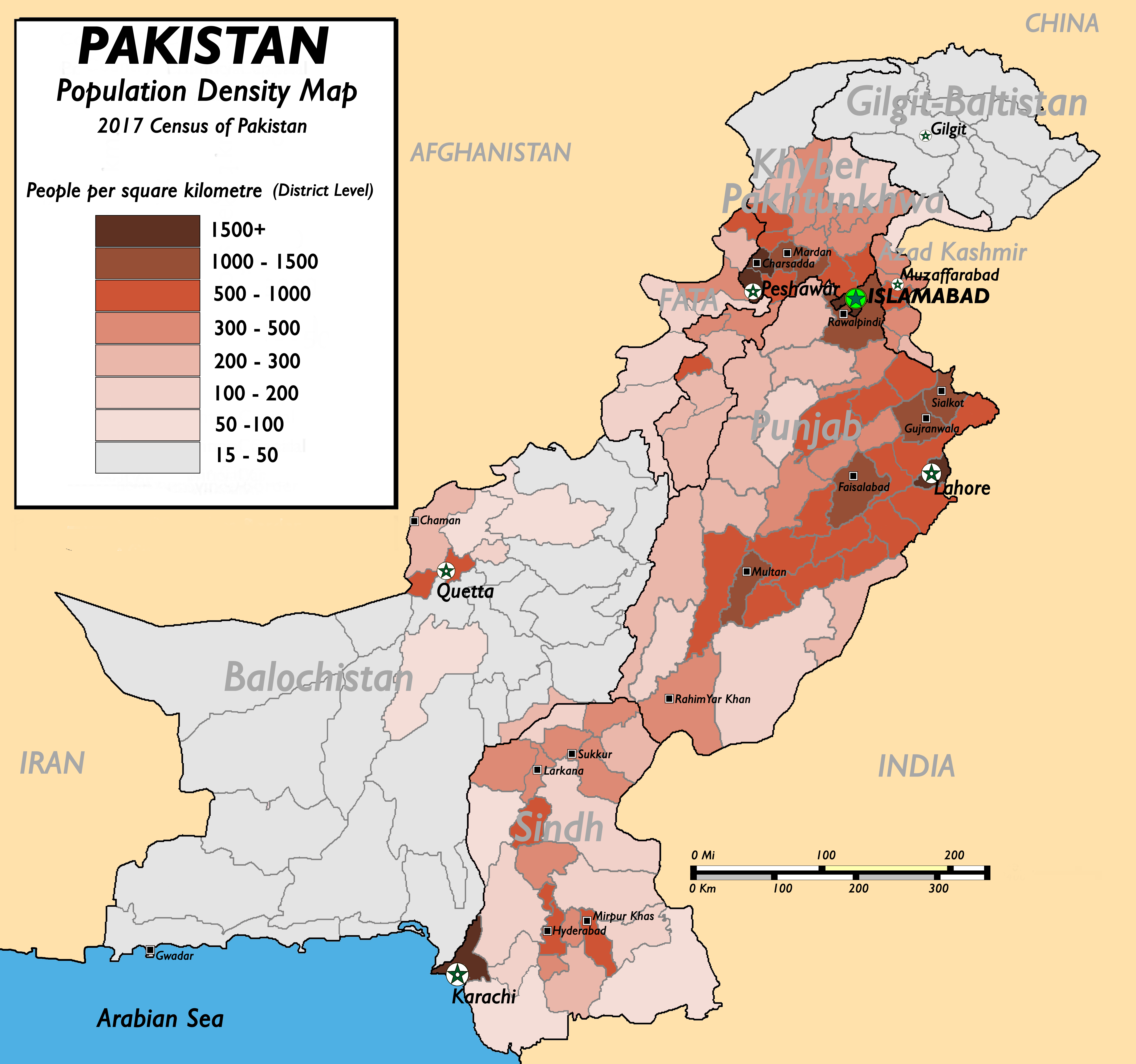
Mật độ dân số Pakistan

Dân số của Pakistan là 241.499.431 người theo kết quả điều tra dân số năm 2023. Số liệu này bao gồm dân số của bốn tỉnh của Pakistan và Lãnh thổ Thủ đô Islamabad. Số liệu điều tra dân số của Azad Kashmir và Gilgit-Baltistan chưa được công bố. Pakistan là quốc gia đông dân thứ năm trên thế giới.
Khoảng 20% dân số sống dưới ngưỡng nghèo khổ quốc tế ở mức US$1.25 một ngày. Việc dự đoán dân số cho Pakistan khá khó khăn bởi những khác biệt trong độ chính xác của mỗi cuộc điều tra dân số và những mâu thuẫn giữa nhiều cuộc điều tra liên quan tới tỷ lệ sinh, nhưng có lẽ tỷ lệ tăng dân số đã lên tới đỉnh trong thập niên 1980 và từ đó đã giảm đáng kể.

Các nhóm sắc tộc chính tại Pakistan

Đa số dân cư miền nam Pakistan sống dọc theo Sông Indus. Theo mức độ dân số, Karachi là thành phố lớn nhất Pakistan. Ở nửa phía bắc, hầu hết dân số sống trong một vành đai được tạo thành bởi các thành phố Lahore, Faisalabad, Rawalpindi, Islamabad, Gujranwala, Sialkot, Gujrat, Jhelum, Sargodha và Sheikhupura. Trong quá khứ, dân số nước này từng có tỷ lệ tăng khá lớn, tuy nhiên đã giảm vì tỷ lệ sinh giảm. Những thay đổi xã hội lớn đã dẫn tới sự đô thị hoá nhanh chóng và sự xuất hiện của các siêu thành phố. Trong thời kỳ 1990–2003, Pakistan duy trì được vị thế lịch sử như là quốc gia đô thị hoá nhất ở Nam Á, với dân cư thành thị chiếm 36% dân số.
Pakistan có một xã hội đa văn hoá và đa sắc tộc và là nơi tiếp đón một trong những cộng đồng người tị nạn lớn nhất thế giới cũng như một dân số trẻ. Xấp xỉ 1.7 triệu người tị nạn Afghanistan đang ở Pakistan. Gần một nửa số người này thực tế ra đời và lớn lên ở Pakistan trong 30 năm qua, vì thế họ chưa từng nhìn thấy Afghanistan. Họ không được tính đến trong các cuộc điều tra dân số quốc gia, thậm chí với cả người ra đời tại Pakistan, bởi họ vẫn bị coi là các công dân Afghanistan. Khoảng 8 triệu người Muhajir khi ấy chiếm một phần tư dân số đất nước tới từ Ấn Độ sau khi nước này độc lập năm 1947. Người Muhajir nói tiếng Urdu chiếm gần một nửa trong số 17 triệu dân Karachi, người Punjab và Pashtun cũng là những cộng đồng đáng kể trong thành phố này.
Bản mẫu:Danh sách thành phố Pakistan theo dân số

### Ngôn ngữ
Các ngôn ngữ của Pakistan (2023)
Pakistan là một quốc gia đa ngôn ngữ với ước tính từ 75 đến 85 ngôn ngữ được sử dụng. Tiếng Urdu và tiếng Anh là ngôn ngữ chính thức của Pakistan. Tiếng Urdu là lingua franca của Pakistan, được hơn 75% dân số sử dụng.

### Dân tộc
Theo kết quả điều tra dân số năm 2023, các nhóm dân tộc ngôn ngữ của Pakistan bao gồm người Punjab (36.98%), người Pashtun (18,15%), người Sindh (14,31%), người Saraiki (12%), người sử dụng tiếng Urdu (9,25%), người Baloch (3,38%), người Hindkowan/người Hazarewal (2,32%) và người Brahui (1,16%). Những dân tộc thiểu số khác bao gồm người Kashmir, người Pahari, người Chitrali, các dân tộc ở Gilgit-Baltistan, người Kohistani, người Torwali, người Meo, người Hazara, người Kalash và các dân tộc ở Siddi.

### Tôn giáo
| Tôn giáo tại Pakistan (2023) | Tôn giáo tại Pakistan (2023) | Tôn giáo tại Pakistan (2023) | Tôn giáo tại Pakistan (2023) | Tôn giáo tại Pakistan (2023) |
| ---------------------------- | ---------------------------- | ---------------------------- | ---------------------------- | ---------------------------- |
| Tôn giáo                     | Tôn giáo                     |                              | Tỷ lệ                        | Tỷ lệ                        |
| Hồi giáo                     | Hồi giáo                     |                              | 96.3%                        | 96.3%                        |
| Ấn Độ giáo                   | Ấn Độ giáo                   |                              | 2.2%                         | 2.2%                         |
| Kitô giáo                    | Kitô giáo                    |                              | 1.4%                         | 1.4%                         |
| tôn giáo khác                | tôn giáo khác                |                              | 0.1%                         | 0.1%                         |

Hồi giáo là quốc giáo của Pakistan. Hiến pháp Pakistan đảm bảo quyền tự do tôn giáo. 96,35% dân số theo Hồi giáo, 2,17% theo Ấn Độ giáo và 1,37% theo Kitô giáo. Các tôn giáo thiểu số bao gồm Sikh giáo, Phật giáo, Kỳ Na giáo, Hỏa giáo (người Parsi) và tôn giáo vật linh của người Kalash. In 2012, 2% dân số tự nhận là vô thần.

### Y tế
Tuổi thọ khi sinh là 63 với nữ và 62 với nam năm 2006. Tuổi thọ khoẻ mạnh khi sinh là 54 cho nam và 52 cho nữ năm 2003. Expenditure on health was at 2% of the GDP in 2006. Tỷ lệ tử dưới 5 tuổi ở mức 97 trên 1,000 ca sinh sống năm 2006.

### Giáo dục
Giáo dục tại Pakistan được chia thành năm cấp: tiểu học (lớp một tới lớp năm); trung học (lớp sáu đến lớp tám); cao (lớp chín và mười và được cấp Bằng cấp hai); trung gian (lớp mười một và mười hai, được cấp Chứng nhận giáo dục cấp hai hạng cao); và các chương trình đại học với các bằng cấp tốt nghiệp và sau đại học.
Pakistan cũng có một hệ thống giáo dục cấp hai song song tại các trường tư, dựa trên bộ chương trình và do Cambridge International Examinations quản lý, thay cho các kỳ thi của chính phủ. Một số học sinh lựa chọn thực hiện các kỳ kiểm tra O level và A level qua Hội đồng Anh.
Hiện có 730 trường kỹ thuật và dạy nghề ở Pakistan. Những yêu cầu tối thiểu để vào trường dạy nghề của nam là hoàn thành lớp 8. Các chương trình nói chung kéo dài hai hay ba năm. Các yêu cầu tối thiểu để vào các trường dạy nghề của nữ là hoàn thành lớp 5.
Tất cả các cơ sở giáo dục hàn lâm thuộc trách nhiệm của các chính quyền tỉnh. Chính phủ Liên bang chủ yếu hỗ trợ phát triển chương trình giảng dạy, cấp bằng công nhận và một số trợ giúp tài chính cho nghiên cứu.
Giáo dục tiếng Anh trung học được mở rộng, dựa trên cơ sở các giai đoạn, với mọi trường học trên cả nước. Thông qua nhiều cuộc cải cách giáo dục, tới năm 2015, bộ giáo dục dự kiến đạt mức đăng ký theo học 100% với các trẻ em trong độ tuổi, và tỷ lệ biết chữ đạt 86% ở người trên 10 tuổi.
Pakistan cũng có các madrassah cung cấp giáo dục miễn phí và cũng cung cấp các chương trình học cùng nơi ở miễn phí cho các học sinh thuộc tầng lớp nghèo nhất xã hội. Sau những chỉ trích về việc những kẻ khủng bố sử dụng những trường này cho mục đích tuyển mộ chiến binh, những nỗ lực đã được đưa ra nhằm quản lý các trường đó.

## Văn hoá
|  |  |  |

Xã hội Pakistan phần lớn theo chế độ thứ bậc, với sự tôn trọng lớn dành cho các giá trị truyền thống Hồi giáo, dù các gia đình thành thị đã phát triển thành một hệ thống gia đình hạt nhân bởi những đè nén kinh tế xã hội đã bị áp đặt bởi hệ thống gia đình chung truyền thống. Những thập kỷ gần đây đã chứng kiến sự xuất hiện của một tầng lớp trung lưu tại các thành phố như Karachi, Lahore, Rawalpindi, Hyderabad, Faisalabad, Multan và Peshawar những người muốn theo một khuynh hướng ôn hoà hơn, lập trường bị các khu vực phía tây bắc giáp giới với Afghanistan chủ yếu vẫn rất bảo thủ và vẫn tuân theo các truyền thống bộ tộc từ hàng thế kỷ phản đối. Sự gia tăng toàn cầu hoá khiến nước này được xếp hạng 46 theo Chỉ số Toàn cầu hoá A.T. Kearney/FP.
Sự đa dạng của âm nhạc Pakistan từ các loại âm nhạc dân gian của các tỉnh tới các thể loại âm nhạc truyền thống như Qawwali và Ghazal Gayaki tới các hình thức âm nhạc hiện đại dựa trên âm nhạc truyền thống và phương tây, như sự đồng bộ hoá Qawwali và âm nhạc phương tây bởi nhà soạn nhạc nổi tiếng thế giới Nusrat Fateh Ali Khan. Ngoài ra Pakistan cũng là quê hương của nhiều ca sĩ nhạc dân gian nổi tiếng như Alam Lohar, người cũng nổi tiếng ở Punjab Ấn Độ. Tuy nhiên, đa số người dân Pakistan nghe âm nhạc Ấn Độ do Bollywood sản xuất và của ngành công nghiệp điện ảnh Ấn Độ. Sự xuất hiện của những người tị nạn Afghanistan ở các tỉnh phía tây đã nhen lại âm nhạc Pashto và Ba Tư và biến Peshawar thành một cổng chính cho các nhạc sĩ Afghanistan và là một trung tâm phân phối của âm nhạc Afghanistan ra nước ngoài.
Tập đoàn Truyền hình Pakistan (PTV) và Tập đoàn Truyền phát Pakistan thuộc sở hữu nhà nước là các cơ quan truyền thông có vai trò chi phối, nhưng hiện có nhiều kênh truyền hình tư nhân. Đại đa số người dân Pakistan được tiếp cận nhiều kênh truyền hình và các bộ phim Mỹ, châu Âu và châu Á thông qua các mạng lưới truyền hình tư nhân, truyền hình cáp, và truyền hình vệ tinh. Cũng có một ngành công nghiệp phim bản xứ nhỏ tại Lahore và Peshawar (thường được gọi là Lollywood). Và tuy các bộ phim Bollywood đã bị cấm trình chiếu tại các rạp chiếu phim công cộng từ năm 1965 chúng vẫn phổ biến trong văn hoá đại chúng.
Kiến trúc của các khu vực hiện tạo thành Pakistan có thể chia thành bốn giai đoạn riêng biệt —tiền Hồi giáo, Hồi giáo, thuộc địa và hậu thuộc địa. Với sự bắt đầu của văn minh Indus khoảng giữa thiên niên kỷ thứ ba trước Công Nguyên, một nền văn hoá thành thị tiên tiến đã phát triển lần đầu tiên trong vùng, với những cơ sở kiến trúc lớn, một số công trình vẫn còn tồn tại đến ngày nay. Mohenjo Daro, Harappa và Kot Diji thuộc các khu định cư thời kỳ tiền Hồi giáo. Sự trỗi dậy của Phật giáo và ảnh hưởng Ba Tư và Hy Lạp đã dẫn tới sự phát triển của phong cách Hy Lạp-Phật giáo, bắt đầu từ thế kỷ thứ nhất của Công Nguyên. Đỉnh cao của thời kỷ này diễn ra cùng phong cách Gandhara. Một ví dụ về kiến trúc Phật giáo là các tàn tích của tu viện Phật giáo Takht-i-Bahi ở tỉnh Biên giới Tây Bắc.
Sự xuất hiện của Đạo Hồi ở Pakistan hiện nay có nghĩa là một sự chấm dứt đột ngột của kiến trúc Phật giáo. Tuy nhiên, một sự chuyển tiếp nhẹ nhàng sang kiến trúc Hồi giáo không tranh ảnh đã diễn ra. Công trình quan trọng nhất trong một số ít công trình đã hoàn toàn được khám phá thuộc phong cách Ba Tư là lăng mộ của Shah Rukn-i-Alam ở Multan. Trong thời kỳ Mughal các yếu tố thiết kế của kiến trúc Hồi giáo-Ba Tư đã bị pha trộn với các hình thức thường ít nghiêm túc của nghệ thuật Hindustani. Lahore, nơi ở không thường xuyên của các vị vua cai trị Mughal, có nhiều công trình quan trọng từ thời đế chế, trong số đó có thánh đường Hồi giáo Badshahi, Pháo đài Lahore với Cổng Alamgiri nổi tiếng, thánh đường Hồi giáo Wazir Khan nhiều màu sắc, mang nặng ảnh hưởng Ba Tư cũng như nhiều thánh đường và lăng mộ khác.

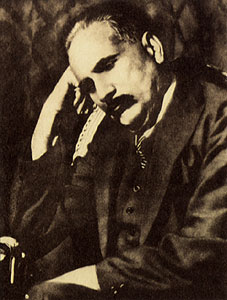
Muhammad Iqbal, nhà thơ quốc gia Pakistan

Tương tự Thánh đường Shahjahan ở Thatta của người Sindh từ thời Mughal. Trong thời kỳ thuộc địa Anh, các công trình chủ yếu mang tính chất chức năng thuộc phong cách Ấn-Âu đã phát triển từ một tập hợp các yếu tố châu Âu và Ấn Độ-Hồi giáo. Bản sắc quốc gia hậu thuộc địa được thể hiện trong những công trình hiện đại như Thánh đường Faisal, Minar-e-Pakistan và Mazar-e-Quaid.
Văn học Pakistan gồm văn học của các ngôn ngữ đã từng tồn tại ở quốc gia này, gồm Urdu, Sindh, Punjab, Pushto, Baloch cũng như tiếng Anh trong các thời kỳ gần đây và trong quá khứ gồm cả văn học Ba Tư. Trước thế kỷ XIX, văn học chủ yếu gồm yếu tố thơ trữ tình và tôn giáo, thần bí và đại chúng. Trong thời kỳ thuộc địa các nhân vật văn học bản xứ, dưới ảnh hưởng của văn học phương Tây thuộc chủ nghĩa hiện thực, đã ngày càng tiếp cận với các chủ đề và các hình thức diễn tả khác nhau. Ngày nay, truyện ngắn được dân chúng rất ưa chuộng.
Nhà thơ quốc gia Pakistan, Allama Muhammad Iqbal, đã đề xuất việc tạo lập một quê hương riêng biệt cho những người Hồi giáo Ấn Độ. Tuy nhiên, Iqbal cũng đã viết Tarana-e-Hind nói nên niềm tin vào một nước Ấn Độ thống nhất và hùng mạnh. Cuốn sách The Reconstruction of Religious Thought in Islam (Tái thiết Tư tưởng Tôn giáo trong Đạo Hồi) của ông là một tác phẩm lớn của triết học Hồi giáo hiện đại. Nhân vật nổi tiếng nhất của văn học Urdu đương đại ở Pakistan là Faiz Ahmed Faiz. Thơ Sufi Shah Abdul Latif, Bulleh Shah và Khawaja Farid cũng rất phổ biến ở Pakistan. Mirza Kalich Beg đã được gọi là người cha của văn xuôi tiếng Sindh hiện đại.

### Thể thao

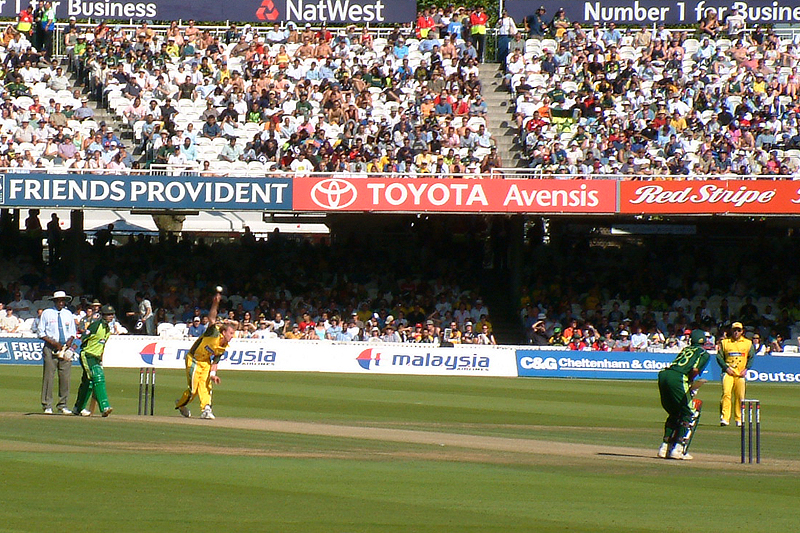
Cricket là môn thể thao được ưa chuộng nhất ở Pakistan

Môn thể thao chính thức và quốc gia của Pakistan là khúc côn cầu trên cỏ, dù cricket được ưa chuộng hơn. Đội tuyển cricket quốc gia đã một lần giành Cricket World Cup (năm 1992), và một lần về nhì (năm 1999), và nước này hai lần đồng đăng cai tổ chức (năm 1987 và 1996). Pakistan về nhì trong giải ICC World Twenty20 2007 đầu tiên được tổ chức ở Nam Phi và là nhà vô địch ICC World Twenty20 2009 được tổ chức ở Anh. Squash là một môn thể thao nổi bật khác của người Pakistan, với các vận động viên đẳng cấp thế giới như Jahangir Khan và Jansher Khan nhiều lần giành giải World Open trong sự nghiệp của họ.
Ở mức độ quốc tế, Pakistan đã nhiều lần tham gia Olympics mùa hè môn hockey trên cỏ, quyền Anh, điền kinh, bơi lội, và bắn súng. Pakistan đã giành được tổng số 10 chiếc huy chương (3 vàng, 3 bạc và 4 đồng) trong khi tại Commonwealth Games và Asian Games họ có 61 và 182 huy chương. Hockey là môn thể thao Pakistan có được nhiều thành công nhất tại các kỳ Olympic, với ba huy chương vàng năm (1960, 1968, và 1984). Pakistan cũng có kỷ lục bốn lần giành Hockey World Cup (1971, 1978, 1982, 1994). Motorsport Association của Pakistan là một thành viên của Fédération Internationale de l'Automobile. Trong các môn thể thao thám hiểm hang động Pakistan là một quốc gia thành viên của UIS (Liên đoàn Hang động học Quốc tế) Freedom Rally là một cuộc đua off-road được tổ chức hàng năm diễn ra trong các dịp kỷ niệm Độc lập. Pakistan cũng đã lần đầu tiên được tham gia Golf World Cup năm 2009.